# Sedalia (Missouri)
Sedalia – miasto w Stanach Zjednoczonych, w stanie Missouri, siedziba administracyjna hrabstwa Pettis.

## Historia
Miasto odegrało kluczową rolę jako pierwszy główny "railhead" (kolejowy punkt przeładunkowy) dla przepędów bydła Texas Longhorn z Teksasu po wojnie secesyjnej. Od 1866 roku było celem szlaku Shawnee Trail, umożliwiając masowy transport bydła na wschodnie rynki. 